# K-525 Arcángel
El K-525 Arcángel (ruso: Архангельск , IPA:  [ɐrˈxanɡʲɪlʲsk]) fue un submarino de misiles de crucero de propulsión nuclear de la clase Oscar I que operó para la Armada soviética, y más tarde de la Armada rusa. Fue la primera de las dos naves Oscar I (la clasificación soviética era Project 949 Granit) construida, siendo el otro el K-206 Murmansk. Posteriormente se construyeron otros 11 submarinos de una clase mejorada, Proyecto 949A (Antey) (llamado Oscar II por la OTAN).
El nombre fue dado por la ciudad rusa de Arcángel. Se dio de alta en la armada soviética el 30 de diciembre de 1980. Se colocó en reserva en 1991 y se dio de baja en 1996. El desguace de los barcos en Sevmash comenzó en enero de 2004, financiado por el gobierno británico bajo el programa Cooperative Threat Reduction. Se habían reducido a una unidad de tres compartimentos (de los diez compartimentos estancos originales) en 2006.